# Tinea nigripalpis
Tinea nigripalpis är en fjärilsart som beskrevs av Walsingham 1914. Tinea nigripalpis ingår i släktet Tinea och familjen äkta malar. Inga underarter finns listade i Catalogue of Life.